# 財務省 (クロアチア)
財務省（ざいむしょう：Ministarstvo of Financija）は、クロアチアの行政機関のひとつ。財政、税制、金融などを所管している。

## 概要
安定した経済成長と生活の質、雇用の向上などを目的に設置されている。マクロ経済の分析、国や地方の予算の作成、予算の執行、税制の立案、関税の立案、検問所の監督、金融機関の監督などを主な業務としている。

## 組織
- 財務大臣
- 国務長官
- 大臣室（大臣の内閣）
- 事務局
職員の人事に関すること。省内の組織の事務の調整に関すること。財務計画及び会計事務に関すること。各州財務省の管理をすること。国境検問所の新設及び建設、設備をすること。省内全体の計画に関するデータの総括に関すること。
- マクロ経済分析局、EU及び国際金融関係局
マクロ経済及び数年の予算総額に関する調査をすること。国内及び世界のマクロ経済動向の監視をすること。EUへの資金の調整、管理に関すること。
- 国庫
国家予算の総括に関すること。各州予算の執行に関すること。各州の会計に関すること。公共部門における内部統制システムの開発に関すること。
- 経済・金融システム局
国有企業の財務分析に関すること。銀行システム、支払いシステム、保険システム、資金の執行、資本市場を含む金融市場、投資ファンドなどの監督に関すること。金融システムにおける消費者の保護に関すること。
- 財務管理・内部監査・監督局
任意年金基金の運営に関すること。消費者金融の遂行に関すること。金融機関の運営を監督すること。
- 各州財務省
- 第二審行政手続き独立セクター
- 税務管理局
- 税関管理局